# Édgar Méndez Ortega
Édgar Antonio Méndez Ortega (Arafo, Tenerife, 2 de gener de 1990), conegut com a Édgar Méndez, és un futbolista canari. Juga de migcampista i el seu actual equip és el Club Necaxa de la Liga MX.

## Trajectòria
El juny de 2014, Édgar va tornar a la Unió Esportiva Almeria després de diverses cessions i va renovar el seu contracte amb el club el 16 d'agost, i fou definitivament ascendit al primer equip a La Liga. Va fer el seu debut en la competició el 23 d'agost, donant una assistència a Soriano en un empat 1-1 a casa contra el RCD Espanyol. Édgar va marcar el seu primer gol a la màxima categoria espanyola el 12 de setembre, l'únic del seu equip en un empat 1-1 a casa contra el Còrdova Club de Futbol. El 7 d'octubre va ampliar contracte amb l'Almeria, fins a l'any 2018.
L'1 de juliol de 2015, Édgar va signar un contracte de quatre anys amb el veí Granada CF després de patir descens amb l'Almeria. El 15 de juliol de l'any següent va rescindir el seu contracte després d'una temporada on no va jugar massa i va signar un acord de tres anys amb el Deportivo Alavés.
El juliol de 2017 va ser traspassat al club Cruz Azul per a l'Obertura 2017 de la Lliga MX de Mèxic. El 21 de juliol va debutar contra Club Tijuana fent un doblet i sent el jugador del partit.
El 31 de gener de 2020 va tornar al Deportivo Alavés signant un contracte fins a l'any 2022.
Méndez va tornar a la Liga MX el juny de 2022, acordant un acord al Club Necaxa.